# Liste der Auslandsvertretungen Syriens

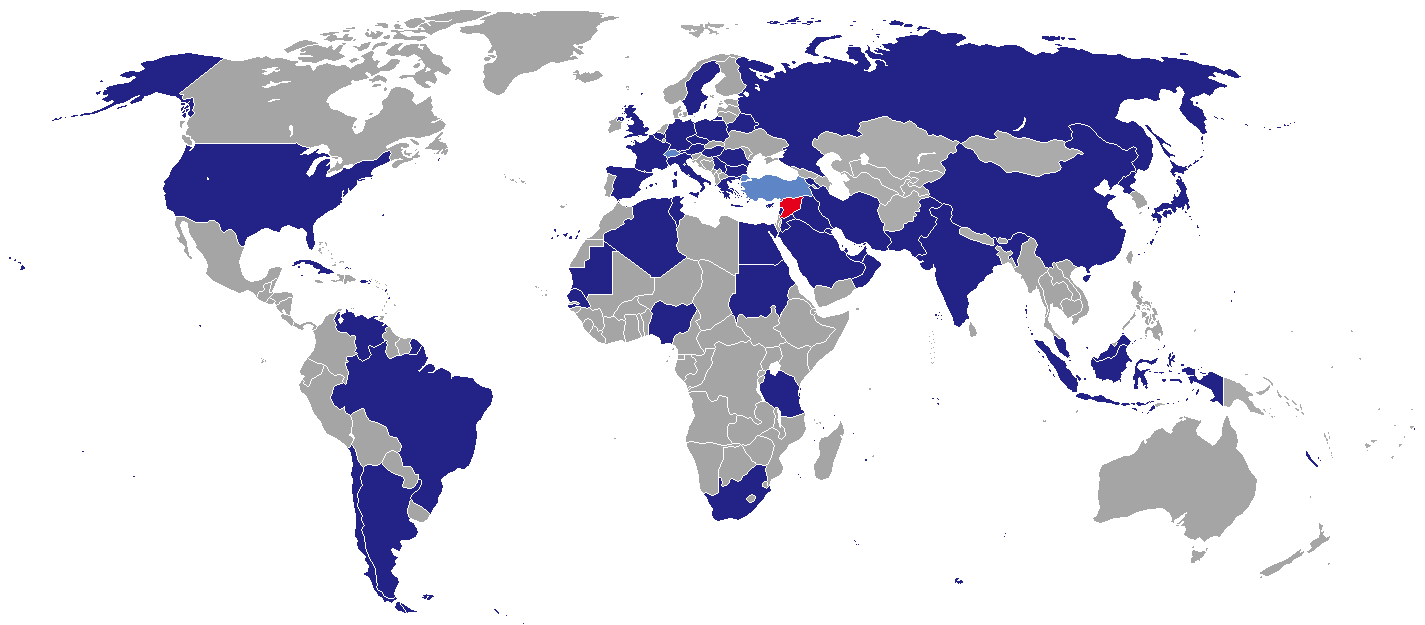
Standorte der diplomatischen Vertretungen Syriens

Dies ist eine Liste der diplomatischen und konsularischen Vertretungen Syriens.

## Diplomatische und konsularische Vertretungen

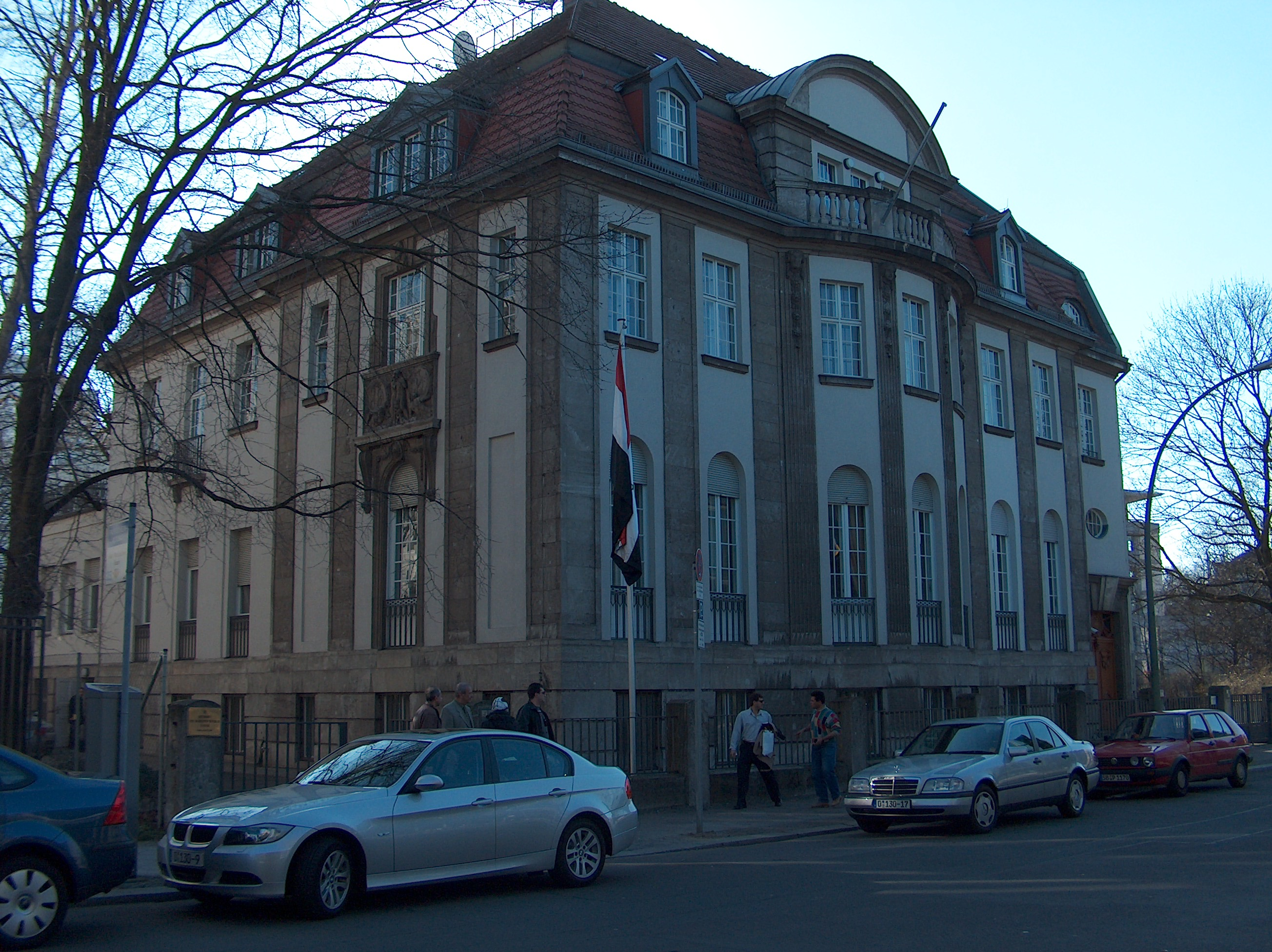
Syrische Botschaft in Berlin

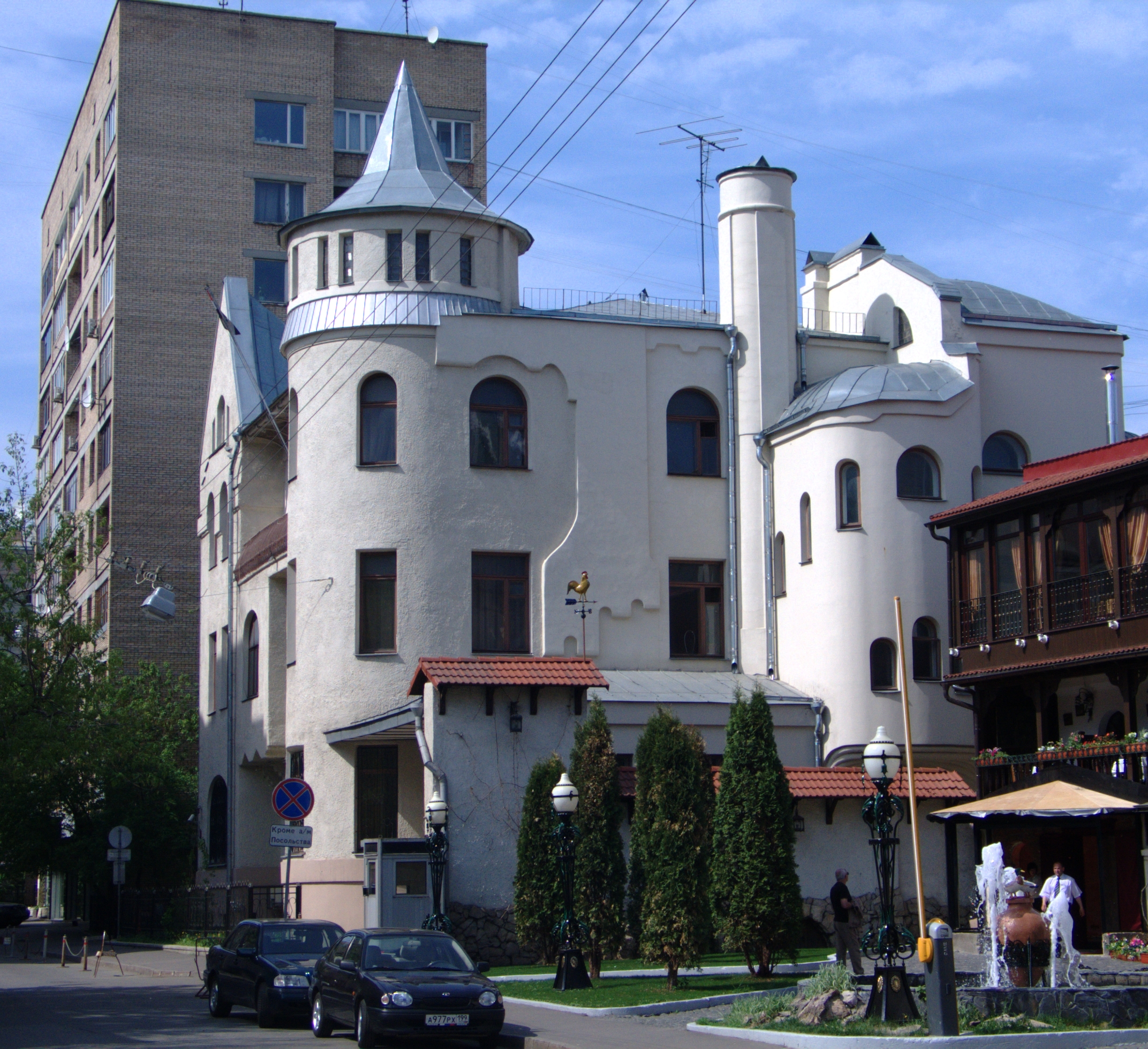
Syrische Botschaft in Moskau

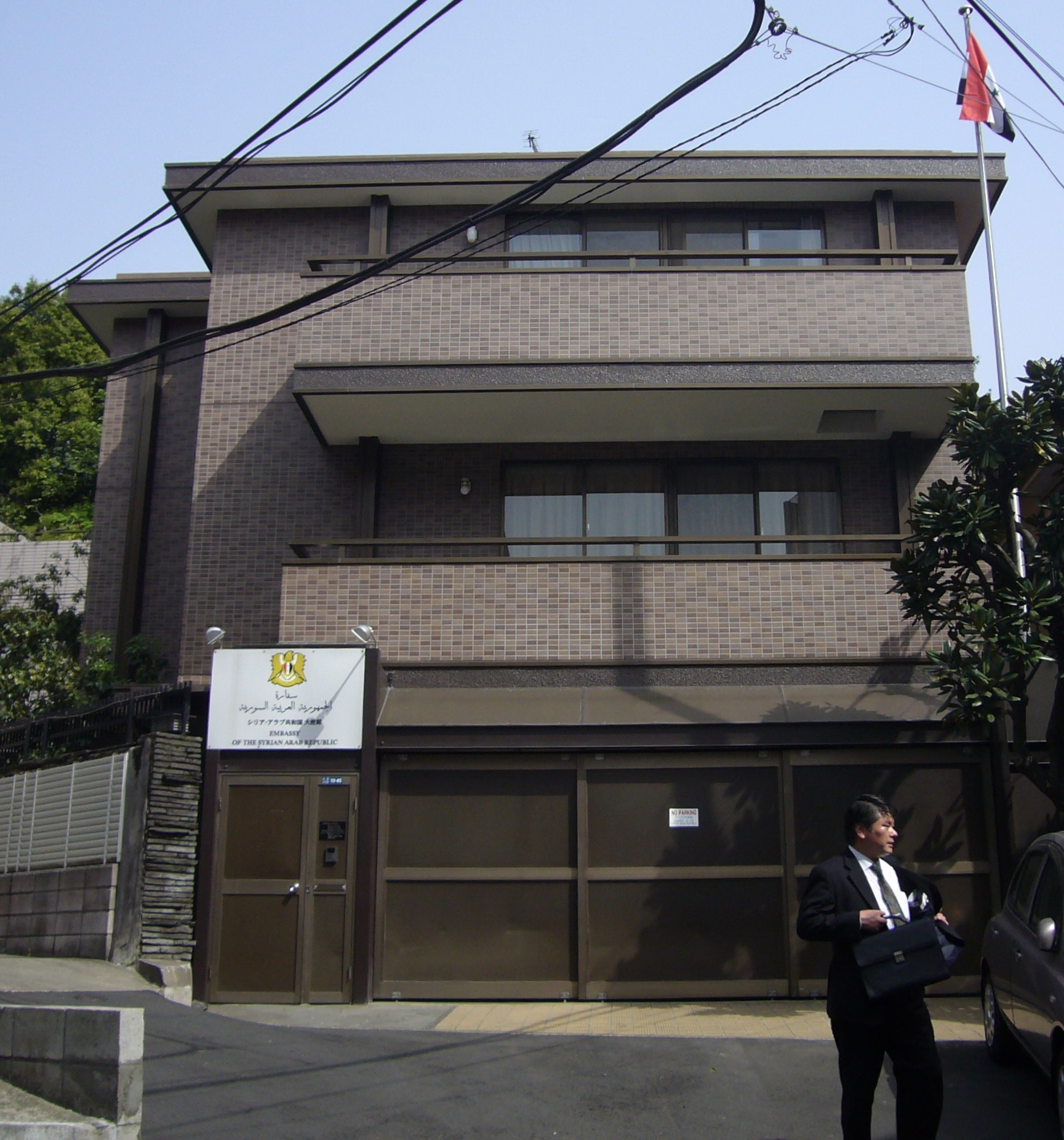
Syrische Botschaft in Tokio

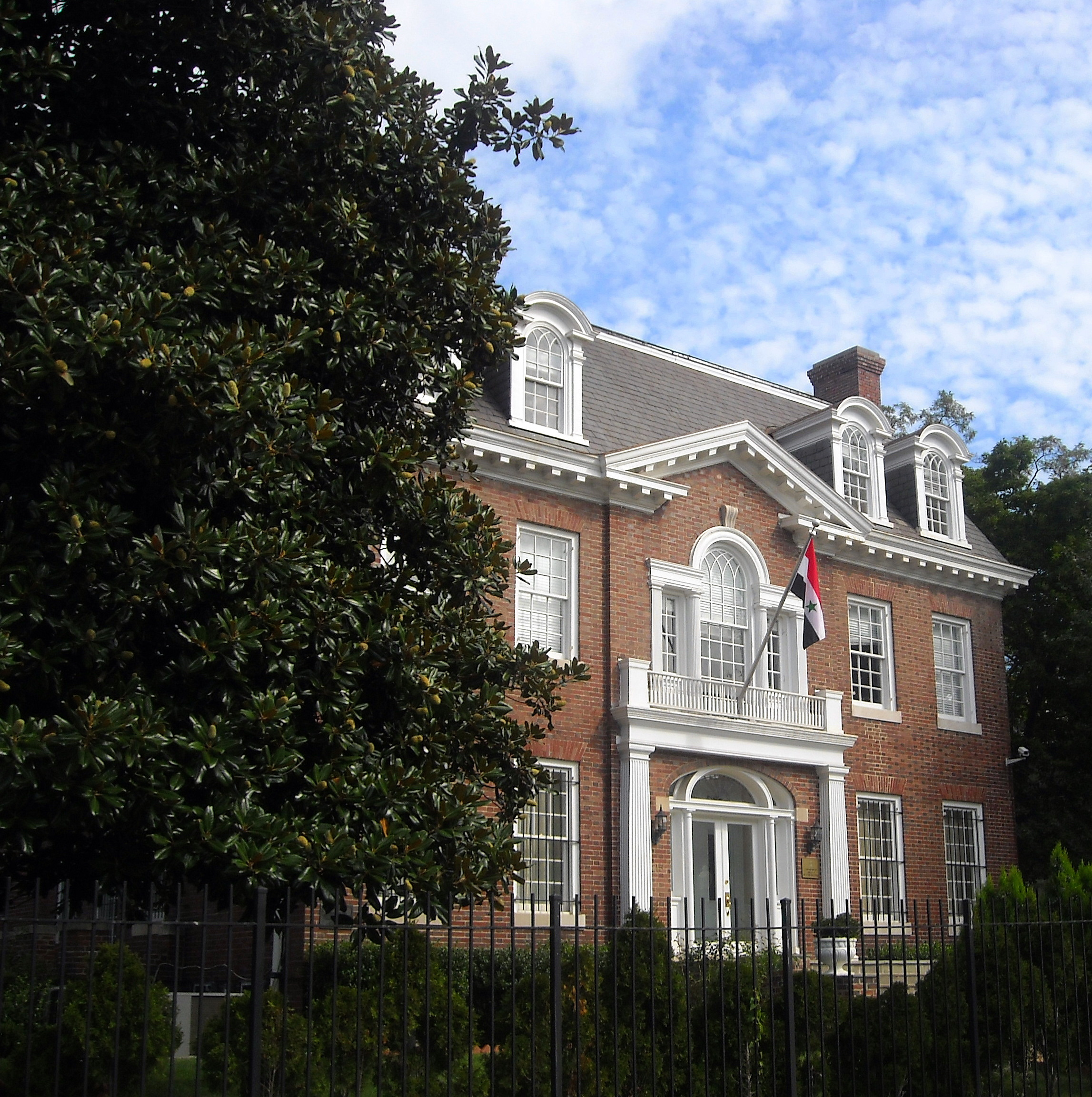
Syrische Botschaft in Washington, D.C.

### Afrika
| - Ägypten: Kairo, Botschaft - Algerien: Algier, Botschaft - Libyen: Tripolis, Botschaft - Libyen: Tripolis, Generalkonsulat - Mauretanien: Nouakchott, Botschaft - Marokko: Rabat, Botschaft | - Nigeria: Lagos, Botschaft - Senegal: Dakar, Botschaft - Südafrika: Pretoria, Botschaft - Sudan: Khartum, Botschaft - Tansania: Daressalam, Botschaft - Tunesien: Tunis, Botschaft |

### Asien
| - Afghanistan: Kabul, Botschaft - Armenien: Jerewan, Botschaft - Bahrain: Manama, Botschaft - Volksrepublik China: Peking, Botschaft - Indien: Neu-Delhi, Botschaft - Indonesien: Jakarta, Botschaft - Iran: Teheran, Botschaft - Iran: Isfahan, Generalkonsulat - Irak: Bagdad, Botschaft - Irak: Mosul, Generalkonsulat - Japan: Tokyo, Botschaft - Jemen: Sanaa, Botschaft | - Jordanien: Amman, Botschaft - Katar: Doha, Botschaft - Kuwait: Kuwait, Botschaft - Libanon: Beirut, Botschaft - Malaysia: Kuala Lumpur, Botschaft - Nordkorea: Pjöngjang, Botschaft - Oman: Maskat, Botschaft - Pakistan: Islamabad, Botschaft - Pakistan: Lahore, Generalkonsulat - Pakistan: Karatschi, Generalkonsulat - Vereinigte Arabische Emirate: Abu Dhabi, Botschaft - Vereinigte Arabische Emirate: Dubai, Generalkonsulat |

### Europa
| - Albanien: Tirana, Botschaft - Belgien: Brüssel, Botschaft - Bulgarien: Sofia, Botschaft - Deutschland: Berlin, Botschaft - Deutschland: Hamburg, Generalkonsulat - Frankreich: Paris, Botschaft - Frankreich: Marseille, Generalkonsulat - Griechenland: Athen, Botschaft - Italien: Rom, Botschaft - Niederlande: Den Haag, Botschaft - Österreich: Wien, Botschaft - Polen: Warschau, Botschaft - Rumänien: Bukarest, Botschaft - Russland: Moskau, Botschaft | - Schweden: Stockholm, Botschaft - Schweiz: Bern, Botschaft - Schweiz: Genf, Generalkonsulat - Serbien: Belgrad, Botschaft - Spanien: Madrid, Botschaft - Tschechien: Prag, Botschaft - Türkei: Ankara, Botschaft - Türkei: Gaziantep, Generalkonsulat - Türkei: Istanbul, Generalkonsulat - Ukraine: Kiew, Botschaft - Ungarn: Budapest, Botschaft - Vereinigtes Königreich: London, Botschaft - Zypern: Nikosia, Botschaft |

### Nordamerika
| - Kanada: Ottawa, Botschaft - Kanada: Montreal, Generalkonsulat (aktuell geschlossen) | - Kuba: Havanna, Botschaft - Vereinigte Staaten: Washington, D.C., Botschaft (Botschaftsbetrieb derzeit ausgesetzt) |

### Südamerika
| - Argentinien: Buenos Aires, Botschaft - Brasilien: Brasília, Botschaft - Brasilien: São Paulo, Generalkonsulat | - Chile: Santiago de Chile, Botschaft - Venezuela: Caracas, Botschaft |

## Vertretungen bei internationalen Organisationen
- Vereinte Nationen: New York, Ständige Mission
- Vereinte Nationen: Genf, Ständige Mission
- Vereinte Nationen: Wien, Ständige Mission
- Europäische Union: Brüssel, Mission
- Arabische Liga: Kairo, Ständige Mission
- UNESCO: Paris, Ständige Mission
- FAO: Rom, Ständige Mission